# Aborto en Extremadura
El aborto en Extremadura, o Interrupción Voluntaria del Embarazo (IVE),está regulado desde la aprobación de la Ley orgánica 9/1985, de 5 de julio, por la que se despenaliza el aborto en España. A partir de entonces, y gracias a las reivindicaciones feministas, se han realizado varias modificaciones a la norma que culminan con la publicación de la nueva Ley orgánica 1/2023, por la que se amplían los derechos sexuales y reproductivos de las mujeres.Dentro de este marco jurídico cada comunidad autónoma tiene competencia para  la implementación de la ley en su propio sistema sanitario, y de acuerdo con las normas establecidas por la sanidad pública, existiendo diferencias en la aplicación entre una comunidad y otra a lo largo de su historia.
El aborto fue durante mucho tiempo ilegal en España.A pesar de que la ley garantiza el acceso a la prestación, la realidad es que los trámites para una IVE varían mucho entre las diferentes autonomías.En Extremadura hubo diversas diligencias previas incoadas por el delito de aborto y de Emergencia, Ordinarias y otras sumarias del Título IV de la Ley de Enjuiciamiento Criminal por el delito de aborto hasta los últimos días del franquismo (entre 1971 y 1975).Las mujeres que vivían en esta comunidad entre 1987 y 1995 tenían menos probabilidades de que sus embarazos terminaran en un aborto que las del resto de España.A pesar de los pocos centros que realizaban procedimientos de IVE en la década de 2000, alrededor de 4.000 mujeres portuguesas al año visitaban clínicas privadas en Mérida y Badajoz para abortar.Si bien el PSOE lideró el cambio de las leyes sobre el aborto en España, el presidente de Extremadura, del mismo partido en la época, no estaba de acuerdo en permitir que las menores pudieran acceder a una IVE. Las feministas extremeñas se movilizaron entre 2013 y 2014 en respuesta a los cambios propuestos en la ley del aborto por Alberto Ruiz-Gallardón.El acceso a los trámites de las IVE con el gobierno de Pedro Sánchez siguió siendo complicado, y cerca del 27% de las mujeres residentes en Extremadura tuvieron que viajar a otra comunidad para poder abortar.

## Contexto nacional
Históricamente, el acceso al aborto en España ha dependido de la dominación masculina ejercida sobre las mujeres y sus actividades reproductivas.El aborto se ha utilizado como un medio para afirmar el control no sólo sobre los cuerpos y la sexualidad de las mujeres, sino también para hacer cumplir las normas culturales de género y los ideales patriarcales en la sociedad en general.Si bien el aborto se utilizó como forma de control de la natalidad en España en el pasado, demógrafos y sociólogos españoles coinciden en afirmar que ya no se utiliza de igual manera en la España contemporánea.
La legalización del aborto reduce las muertes entre mujeres por complicaciones del embarazo, así como la mortalidad infantil.En España, a mediados de la década de 1970, los abortos ilegales eran una causa importante de muerte entre mujeres de 15 a 49 años.El control de la natalidad tiene una tasa de mortalidad femenina muy por debajo de la de abortos, y es mucho menor que la correspondiente a la mortalidad femenina por abortos ilegales.

### Historia
El Liber Iudiciorum fue una recopilación de leyes visigodas del rey Recesvinto que se promulgó en el año 654. El Libro VI ya mencionaba el aborto, el infanticidio y el homicidio. Y la pena para quienes provocaban abortos era la muerte. En aquella época, los visigodos controlaban casi toda la España actual, Portugal y Ceuta.
El 24 de enero de 1941 hubo una modificación de la ley en España por la que se consideraba el aborto como un crimen contra el Estado. En ella se señalaba “La política demográfica es una de las preocupaciones fundamentales de nuestro Estado. No se concibe una política demográfica eficaz sin abordar el problema de los miles y miles de vidas que se frustran antes de nacer, por maniobras criminales. Así lo dice la experiencia y el asesoramiento de los técnicos a través de entidades científicas competentes. El estrago harto acusado en tiempos anteriores como consecuencia de un sentido materialista de la vida, adquirieron caracteres de escándalo durante el régimen republicano, agudizándose aún más escandalosamente en aquellas zonas sometidas a la dominación del Frente Popular. El Gobierno, consciente de su responsabilidad, decide combatir el crimen social que el aborto provocado representa y que impide que nazcan muchos miles de españoles anualmente.”
El control de la natalidad fue ilegal en toda España durante el período franquista.En 1975, la tasa de mortalidad femenina durante el embarazo era de 23 por 100.000 mujeres, una tasa similar a la de otros países occidentales industrializados donde el aborto estaba prohibido. El aborto fue despenalizado por primera vez en España en 1985 en tres supuestos: por motivos terapéuticos, por motivos eugenésicos y en caso de violación previa denuncia policial. El aborto sólo era legal en estos casos antes de la semana 22, semana 22 y semana 12 respectivamente. La ley de 1985 exigía que cada vez que un centro de salud realizara un aborto, debía informar al Ministerio de Sanidad. Los datos que tenía que aportar incluían la provincia donde se había realizado el aborto y aquella en la que residía la mujer que había abortado. Si bien el aborto fue legalizado en 1985, no se convirtió en un servicio de la sanidad pública hasta la modificación de la ley en 2010. Como resultado, durante el período de 1985 a 2010, casi todos los abortos se realizaron en clínicas privadas. El coste de una interrupción voluntaria de embarazo en la época rondaba las 30.000 pesetas.
La Ley de Salud Sexual y Reproductiva y de Interrupción Voluntaria del Embarazo fue reformada en mayo de 2022 en diferentes apartados. Se planteó específicamente la falta de centros, especialmente públicos, que prestaran servicios para la interrupción voluntaria del embarazo en provincias donde no había ninguno. Como consecuencia de ello las mujeres de estas localidades estaban obligadas a desplazarse a otras provincias o regiones para poder acceder a una IVE.También se trató de proteger a las mujeres que acudían a los centros de salud para someterse a procedimientos de IVE, del acoso de grupos antiabortistas.
En febrero de 2023, una sentencia del Tribunal Constitucional reconoce a la mujer el derecho a decidir libremente sobre la continuación del embarazo dentro de  las primeras catorce semanas  de gestación. Con este fallo el TC desestimaba el recurso de inconstitucionalidad presentado por diputados del Partido Popular contra la Ley Orgánica 2/2010, después de que el PSOE liberalizara las leyes sobre el aborto.

### Situación jurídica
La legislación sobre el aborto fue modificada en 2010 para permitir que las mujeres abortaran libremente hasta la decimocuarta semana de embarazo sin justificación.Desde la semana catorce a la veintiuna, sólo se podía practicar un aborto si existía una razón médica para ello, como que la madre estuviera en riesgo. A partir de la semana veintidós, sólo se pueden realizar abortos si se detectan anomalías fetales que sean incompatibles con la vida fuera del útero, según ratificación del Tribunal Constitucional en febrero de 2023.
En España se defiende que los servicios de interrupción voluntaria del embarazo en la sanidad pública sean gratuitos. Esto incluye los servicios prestados en clínicas privadas tras derivaciones de médicos de la sanidad pública. Y es debido a que estos costes están cubiertos por la sanidad pública autonómica bajo la dirección del Sistema Nacional de Salud de España.Sin embargo, la implementación de las leyes sobre el aborto se deja en gran medida en manos de las autonomías y sus organismos de salud.

## Centros de salud
En 2005 no se realizó ningún aborto en los centros de salud públicos extremeños; y un 81% de los abortos anteriores a 2005 se hicieron en clínicas privadas.En 2009, la comunidad contaba con un centro de salud público para realizar IVE y ningún centro privado.En 2014 no se realizaron abortos en hospitales ni centros de salud públicos. En ese año la región solo contaba con una clínica privada autorizada para abortar.
Según datos proporcionados por el Ministerio de Sanidad, en 2019 no se realizaron abortos voluntarios en centros de salud públicos dependientes de la comunidad autónoma.Los datos oficiales de ese año señalan que los únicos procedimientos de IVE realizados en Extremadura se hicieron en centros privados.En 2020, las comunidades autónomas con mayor porcentaje de abortos en clínicas privadas fueron Castilla y León con un 82,5%; Castilla-La Mancha con un 99,9% y Madrid, Extremadura y Murcia con un 100%.En 2022 no había ninguna clínicas privadas para poder practicar una IVE.
La falta de centros de salud públicos para realizar interrupciones voluntarias de embarazos en Extremadura durante 2022,fue debida a que en 2021 hubo más procedimientos de IVE en las clínicas privadas que en las públicas. Una práctica que reflejaba las tendencias nacionales.
El coste de un aborto en una clínica privada en España, en 2018, oscilaba entre los 300 y 500 euros. En marzo de 2018, la Asociación Española de Abogados Cristianos denunció a dieciocho clínicas de IVE por, supuestamente, proporcionar información errónea sobre el aborto en sus sitios web. Estas denuncias fueron presentadas  ante las Consejerías de Salud de Andalucía, Asturias, Castilla y León, Cataluña, Extremadura, Galicia, Madrid y Comunidad Valenciana.

## Evolución en Extremadura

### España franquista  (1939-1975)

#### Enjuiciamiento del aborto
En Extremadura durante los últimos años del franquismo, entre 1971 y 1975, se produjeron diversas diligencias previas incoadas por el delito de aborto en Badajoz.Los sumarios de Emergencia, Ordinarios y otros del Título IV de la Ley de Enjuiciamiento Criminal por el delito de aborto fueron ligeramente más frecuentes en este periodo; de los cuatro que se realizaron, dos fueron en la  provincia de Badajoz y otros dos en Cáceres. Sin embargo, estos tuvieron lugar en años diferentes, los casos de Cáceres ocurrieron en 1971 y 1972, mientras que los de Badajoz tuvieron lugar en 1974.
| Lugar     | Lugar       | Años | Años | Años | Años | Años | Años  |
| Provincia | Región      | 1971 | 1972 | 1973 | 1974 | 1975 | Total |
| --------- | ----------- | ---- | ---- | ---- | ---- | ---- | ----- |
| Badajoz   | Extremadura | 0    | 0    | 0    | 1    | 1    | 2     |
| Cáceres   | Extremadura | 0    | 0    | 0    | 0    | 0    | 0     |
| España    | España      | 90   | 110  | 147  | 82   | 173  | 605   |

| Lugar     | Lugar       | Años | Años | Años | Años | Años | Años  |
| Provincia | Región      | 1971 | 1972 | 1973 | 1974 | 1975 | Total |
| --------- | ----------- | ---- | ---- | ---- | ---- | ---- | ----- |
| Badajoz   | Extremadura | 0    | 0    | 0    | 2    | 0    | 2     |
| Cáceres   | Extremadura | 1    | 1    | 0    | 0    | 0    | 2     |
| España    | España      | 122  | 157  | 145  | 112  | 66   | 602   |

### Transición democrática  (1975-1982)
En noviembre de 1979 se llevó a cabo una encuesta nacional de opinión pública realizada por el Centro de Estudios Constitucionales.Ante la pregunta: "¿Crees que debería permitirse el aborto en España?" Del total de los 390 encuestados de Asturias, Cantabria, Navarra, las dos Castillas, Aragón, Baleares, Murcia, Valencia, Extremadura y La Rioja, que no estaban agrupados por su respectivas comunidades autónomas, el 29% contestó que no, frente al 38% que respondió afirmativamente, en el caso de peligro para la vida de la madre; un 12% contestó que  si, siempre que  hubiera alguna anomalía fetal; un 14% respondió con un sí, si se trataba de libre decisión, y el 7% no respondió. En la encuesta también se preguntaba "¿Está usted a favor o en contra de que se legalice el aborto en España?". Del total de 390 encuestados de Asturias, Cantabria, Navarra, las dos Castillas, Aragón, Baleares, Murcia, Valencia, Extremadura y La Rioja que no estaban agrupados por sus comunidades autónomas, el 19% estaba a favor; el 68% en contra; el 9% no sabía y el 5% no respondió. Estos datos se pueden comparar con los totales nacionales donde el 27% dijo estar a favor, el 60% en contra, el 8% no sabía y el 5% no respondió.
Los expedientes incautados por las autoridades que acusaban a la Clínica Los Naranjos de Sevilla de realizar abortos ilegales en 1981 mostraban que mujeres de Extremadura, Canarias y Galicia habían viajado hasta allí para someterse a un procedimiento de IVE.

#### Estadísticas
En 1978, entre las mujeres casadas de Castilla la Nueva y Extremadura, el 30% nunca había utilizado métodos anticonceptivos y un 64% no tenía descendencia.En 1978, las mujeres casadas que no estaban embarazadas o eran estériles y vivían en ciudades de menos de 10.000 habitantes, utilizaban mucho menos métodos anticonceptivos que otras mujeres de características similares en el resto de España. Alrededor del 39% de estas mujeres en Madrid y Barcelona utilizaron métodos anticonceptivos, y el 5,6% de las mujeres sin descendencia también los había utilizado. Mientras que el promedio   nacional era de 50 y 14% respectivamente.

### Felipe González (1982-1996)
El Real Decreto nacional 2409/1986, de 21 de noviembre, que proporcionó acreditación para los centros que practicaban abortos, también reconoció vagamente el derecho a la objeción de conciencia en el artículo 9, según el cual, "La no realización de la práctica del aborto habrá de ser comunicada a la interesada con carácter inmediato al objeto de que pueda con el tiempo suficiente acudir a otro facultativo".Paralelamente, en Extremadura también se gestionaron prácticas avanzadas en relación con la objeción de conciencia por parte del personal sanitario.

#### Estadísticas
Entre 1985, coincidiendo con la despenalización del aborto, y 2019, en la provincia de Badajoz, según la información proporcionada al Ministerio de Sanidad, no se había realizado ningún procedimiento de IVE.
Los investigadores y el gobierno sabían que existía un subregistro del número de IVE hechas en España en 1990. El subregistro en Extremadura, Cataluña y el País Vasco fue alto, con estadísticas oficiales en las que no se reportaban cinco de cada diez abortos que tuvieron lugar durante ese periodo.
En toda España, en el período comprendido entre 1987 y 1995, las regiones donde el embarazo tenía menos probabilidades de terminar en aborto fueron Andalucía, Murcia, Castilla-La Mancha, Extremadura y Navarra.Esta mismas autonomías registraron a nivel nacional el porcentaje más bajo de embarazos adolescentes que terminaron en aborto en 1995 respecto a los nacidos vivos, con una tasa inferior al cuarenta por ciento.Entre las mujeres de 35 a treinta 39 años, en el período comprendido de 1990 a 1996, se dio un aumento en el porcentaje de IVE proporcional al número de embarazos. En 1996 se realizaron en Andalucía 7.217 abortos. Catorce de ellos se hicieron a residentes extremeñas.
| Región               | 1987 | 1988  | 1989  | 1990 | Ref    |
| -------------------- | ---- | ----- | ----- | ---- | ------ |
| España               | 1.99 | 3.07  | 3.56  | 4.29 | [ 67 ] |
| Andalucía            | 0.31 | 1.80  | 1.75  | 1.21 | [ 67 ] |
| Aragón               | 0.89 | 1.88  | 2.52  | 4.12 | [ 67 ] |
| Asturias             | 6.81 | 10.40 | 10.54 | 9.89 | [ 67 ] |
| Islas Baleares       | 1.16 | 2.88  | 3.67  | 6.56 | [ 67 ] |
| Islas Canarias       | 1.39 | 0.77  | 1.47  | 3.76 | [ 67 ] |
| Cantabria            | 3.12 | 6.46  | 6.57  | 6.13 | [ 67 ] |
| Castilla-La Mancha   | 1.63 | 2.19  | 2.68  | 2.87 | [ 67 ] |
| Castilla y León      | 2.85 | 5.52  | 5.90  | 5.88 | [ 67 ] |
| Cataluña             | 0.31 | 0.34  | 0.33  | 5.21 | [ 67 ] |
| Comunidad Valenciana | 4.14 | 4.53  | 6.51  | 6.63 | [ 67 ] |
| Extremadura          | 1.10 | 1.59  | 2.04  | 1.66 | [ 67 ] |
| Galicia              | 0.77 | 1.39  | 1.75  | 2.33 | [ 67 ] |
| Madrid               | 4.91 | 6.33  | 7.3   | 6.65 | [ 67 ] |
| Murcia               | 1.29 | 2.15  | 2.65  | 2.76 | [ 67 ] |
| Navarra              | 2.41 | 2.72  | 2.54  | 1.80 | [ 67 ] |
| País Vasco           | 1.25 | 2.81  | 3.34  | 2.99 | [ 67 ] |
| La Rioja             | 1.80 | 2.44  | 3.46  | 3.87 | [ 67 ] |
| Ceuta y Melilla      | 0.22 | 1.44  | 1.17  | 0.74 | [ 67 ] |

| Provincia/Región | Total | Menos de 15 años | 15 a 19 años | 20 a 24 años | 25 a 29 años | 30 a 34 años | 35 a 39 años | 40 a 44 años | Más de 44 años | Ref    |
| ---------------- | ----- | ---------------- | ------------ | ------------ | ------------ | ------------ | ------------ | ------------ | -------------- | ------ |
| España           | 37231 | 59               | 4920         | 100009       | 8063         | 6668         | 4982         | 2293         | 237            | [ 68 ] |
| Extremadura      | 400   | 1                | 54           | 123          | 102          | 62           | 53           | 13           | 2              | [ 68 ] |
| Badajoz          | 178   | 0                | 24           | 52           | 44           | 26           | 23           | 8            | 1              | [ 68 ] |
| Cáceres          | 222   | 1                | 30           | 71           | 58           | 36           | 20           | 5            | 1              | [ 68 ] |

### José María Aznar (1996-2004)

#### Desplazamientos
Alrededor de 4.000 mujeres portuguesas viajaban cada año a Extremadura a principios de la década de 2000 para realizarse una IVE, principalmente en las clínicas Los Arcos, debido a que el aborto era ilegal en Portugal en aquella época. En ese período, las mujeres portuguesas representaban alrededor del sesenta por ciento del total de  mujeres de Extremadura que abortaban, siendo el porcentaje más alto el correspondiente a mujeres de 19 a 31 años. El 58% de estas mujeres portuguesas eran solteras; el 35% estaban casadas, el 62% no utilizaba anticonceptivos y el 75% provenía de clases media y alta. Las mujeres procedentes de Portugal pagaban alrededor de 450 euros para poder abortar en Extremadura.

#### Estadísticas
La tasa de abortos voluntarios en Extremadura en 2001 fue del 3,61. En 2001, Castilla-La Mancha, País Vasco, Extremadura y Navarra registraron el menor número de abortos, con menos del diez por ciento de todos los embarazos que terminaron en interrupción voluntaria del embarazo.Las menores de Extremadura, Navarra y Murcia fueron las menos proclives a solicitar la interrupción voluntaria del embarazo, con menos del 35% de los embarazos en menores terminando en aborto. Entre las mujeres de entre 20 y 24 años, las de Galicia y Extremadura tenían menos probabilidades de haber tenido un aborto en 2001, con menos del veinte por ciento habiendo tenido una interrupción voluntaria del embarazo.

### José Luis Rodríguez Zapatero (2004-2011)
A pesar de que el Plan de Salud 2005-2008  del Gobierno de la comunidad autónoma de Extremadura tenía como objetivo específico garantizar el acceso a los procedimientos de IVE en la sanidad pública, en 2005 no había ningún centro designado para brindar ese servicio.En 2009, la región contaba con un centro de salud público que realizaba IVE y ningún centro privado.
La Orden de la Consejería de Sanidad y Dependencia, de fecha 4 de marzo de 2011 regulaba la composición y organización del comité clínico extremeño encargado de determinar si se permitían procedimientos de IVE por tratarse de un feto con una enfermedad extremadamente grave e incurable. El propósito del comité era tramitar las apelaciones presentadas sobre decisiones clínicas anteriores para permitir que una mujer se sometiera a un procedimiento de IVE que había sido rechazado por no cumplir con el artículo 15c de la Ley Orgánica 2/2010.

#### Desplazamientos
Debido a la falta de clínicas que proporcionaran servicios de IVE en las zonas más rurales de la región, en 2005 hubo muchas mujeres que tuvieron que desplazarse a Madrid o Barcelona para abortar.Ese mismo año, la mayoría de las mujeres que buscaban abortar después de la semana 12 se desplazaron a Madrid.  Entre 2010 y 2020 no se registraron abortos voluntarios en la provincia de Cáceres.

#### Consecuencias de la reforma a la ley de 2010
Los esfuerzos del presidente Zapatero en 2010 para reformar las leyes sobre el aborto en España provocaron fracturas dentro del PSOE. El entonces presidente de Extremadura, Juan Carlos Rodríguez Ibarra, manifestó: "Si pueden abortar, ¿por qué no pueden votar?". A lo que la ministra de Igualdad, Bibiana Aido, le contestó: "Si pueden casarse a esa edad, también pueden abortar".

#### Estadísticas
En 2005, el motivo citado para el 90-94% de los abortos realizados en la región fue la salud materna.El porcentaje de abortos en la región realizados debido a anomalías fetales fue de más del cinco por ciento. En 2006, 110 niñas menores de edad residentes en la región habían abortado. Esto representaba el 9,27% de todos los abortos realizados por mujeres que vivían en la región ese año. El elevado porcentaje de abortos realizados a menores en Extremadura, un 9,27%, no puede atribuirse a un gran número de inmigrantes, a diferencia de Galicia, con una tasa del 6,88% para menores, donde había un gran número de niñas inmigrantes que abortaban. Extremadura fue en 2009 una de las comunidades autónomas con menos procedimientos totales de IVE.Durante ese mismo año, el 36% de las mujeres de la región iniciaron el trámite para realizarse un proceso de IVE en un centro de salud público, frente al promedio nacional del 43%.

### Mariano Rajoy (2011-2018)
Durante el gobierno de Mariano Rajoy, casi toda la información sobre anticonceptivos de última generación disponibles en el sistema sanitario público de la región fue retirada de los puntos de información de la sanidad pública, y se dejaron de financiar políticas específicamente dirigidas a proteger la libertad y la salud sexual, poniendo en riesgo a grupos vulnerables a problemas de salud sexual y reproductiva como adolescentes y mujeres inmigrantes.
En 2014 no se realizaron abortos en hospitales o centros de salud públicos, y la región solo contaba en ese momento con una clínica privada autorizada para practicar abortos.

#### Las reformas propuestas por Ruiz-Gallardón en 2014 y la respuesta en Extremadura
En diciembre de 2013, el Consejo de Ministros del Partido Popular de España aprobó  el proyecto de Ley Orgánica de Protección de los Derechos del Concebido y la Mujer Embarazada. Este proyecto de ley representaba un retroceso en los derechos de las mujeres en España en relación con el aborto, con la intención de dar marcha atrás en las reformas de 2010. El esfuerzo por cambiar la ley fue impulsado en gran medida por el ministro de Justicia, Alberto Ruiz-Gallardón. El proyecto de ley permitía el aborto en determinadas circunstancias específicas, tales como si una mujer hubiera sido violada hasta la semana dieciséis de embarazo o si hubiera habido violación, "menoscabo importante y duradero” para la salud física o mental de la mujer o del feto hasta la semana veintidós del embarazo con al menos tres profesionales médicos aprobando el deterioro de la salud. Incluso entonces, en el proyecto de ley se indicaba que si las mujeres recibían ese diagnóstico sobre su salud de su médico, y de otros dos más de los centros de salud que tenían que visitar para la evaluación, debían recibir también información verbal sobre las alternativas al aborto y esperar siete días antes de que pudiera completarse el procedimiento. En aquel momento, el tiempo de espera para la meditación era de tres días. El proyecto de ley también estipulaba que las menores debían obtener el consentimiento de sus padres o tutores legales antes de someterse a un aborto. El proyecto de ley permitía el procesamiento penal de mujeres que tuvieran abortos voluntarios que no cumplieran con estos requisitos, y señalaba que los médicos que realizaran abortos fuera de los nuevos requisitos legales podrían recibir penas de prisión de uno a ocho años. Además, prohibía a cualquier centro médico anunciar la oferta de procedimientos de IVE.
Hubo una falta de unidad partidaria en lo que respecta al apoyo del proyecto de ley. El presidente extremeño, José Antonio Monago, lo criticó.Las feministas de la región se movilizaron en 2013 y 2014 en respuesta a los cambios propuestos por Alberto Ruiz-Gallardón, siendo en algunos casos las movilizaciones más grandes desde mediados de la década de 1980. El 1 de febrero de 2014 El tren de la libertad viajó de Asturias a Madrid, y en el trayecto se unieron personas de diferentes regiones de España, incluida Extremadura.
Alberto Ruiz-Gallardón finalmente se vio obligado a dimitir de su cargo en septiembre de 2014 tras fracasar en su capacidad para impulsar los controvertidos cambios en la legislación del aborto. El cambio de ley propuesto había empoderado al PSOE y creado divisiones internas dentro de su propio partido.

#### Estadísticas
En 2011, Ceuta y Melilla tuvieron la tasa de aborto más bajas de España, seguidas de Navarra, Castilla y León, Galicia y Extremadura. Navarra tenía una tasa de alrededor de 7 por 1.000 mujeres, mientras que en el resto que las comunidades que la seguían la tasa estaba en torno al  8 por 1.000 mujeres.
En 2014, a nivel nacional había caído un dieciséis por ciento a 94.706 abortos. En este periodo comprendido entre 2010 y 2014, las regiones con menor tasa de abortos por cada 1.000 mujeres residentes, menos de siete, fueron Ceuta y Melilla con cuatro cada una, mientras que Castilla y León, Extremadura, Galicia y La Rioja se situaron entre tres y siete.  
| Año  | Extremadura | Ref    |
| ---- | ----------- | ------ |
| 2010 | 100         | [ 87 ] |
| 2011 | 100         | [ 87 ] |
| 2012 | 99.94       | [ 87 ] |
| 2013 | 99.93       | [ 87 ] |
| 2014 | 100         | [ 87 ] |
| 2015 | 99.92       | [ 87 ] |
| 2016 | 100         | [ 87 ] |
| 2017 | 99.92       | [ 87 ] |
| 2018 | 100         | [ 87 ] |

| Año            | 2022  | 2021  | 2020  | 2019  | 2018  | 2017  | 2016  | 2015  | 2014  | Ref           |
| -------------- | ----- | ----- | ----- | ----- | ----- | ----- | ----- | ----- | ----- | ------------- |
| Extremadura    | 7,51  | 7,10  | 6,43  | 6,43  | 6,71  | 6,06  | 6,15  | 5,89  | 6,22  | [ 52 ] [ 88 ] |
| Total (España) | 11,68 | 10,70 | 10,33 | 11,53 | 11,12 | 10,51 | 10,36 | 10,40 | 10,46 | [ 52 ]        |

| Año  | # de denegaciones | # de aprobaciones | Ref    |
| ---- | ----------------- | ----------------- | ------ |
| 2010 | 0                 | 4                 | [ 89 ] |
| 2011 | 0                 | 11                | [ 89 ] |
| 2012 | 1                 | 11                | [ 89 ] |
| 2013 | 0                 | 7                 | [ 89 ] |
| 2014 | 0                 | 3                 | [ 89 ] |
| 2015 | 0                 | 9                 | [ 89 ] |
| 2016 | 0                 | 11                | [ 89 ] |
| 2017 | 0                 | 7                 | [ 89 ] |
| 2018 | 0                 | 7                 | [ 89 ] |
| 2019 | 0                 | 6                 | [ 89 ] |
| 2020 | 1                 | 5                 | [ 89 ] |
| 2021 | 0                 | 4                 | [ 89 ] |
| 2022 | 1                 | 4                 | [ 89 ] |

### Pedro Sánchez (2018-presente)

#### Pandemia de COVID-19
En el período comprendido entre 2019 y 2022, que incluyó lo peor de la pandemia de covid-19 y las posteriores restricciones para viajar, la sanidad pública derivó a las mujeres que necesitaban un aborto a otras regiones para realizar el procedimiento. La falta de centros para abortar dificultó mucho su práctica en la provincia de Cáceres durante la pandemia. Las medidas para tratar de reducir la propagación del virus incluyeron restricciones de viaje, lo que significó que era difícil para las mujeres de la provincia no solo visitar a los médicos sino también obtener permisos y tener la posibilidad de viajar a otro lugar para el procedimiento. Si bien el Ministerio de Sanidad emitió directivas relacionadas con el embarazo y la covid-19 a mediados de marzo de 2020, en estas no  se mencionaba el aborto.

#### Desplazamientos
Las 116 mujeres que fueron derivadas a otra región para abortar en 2020 representaron el diez por ciento de las mujeres que abortaron a través de derivaciones de la sanidad pública en Extremadura. En 2020, noventa y una mujeres residentes en Extremadura fueron derivadas a clínicas privadas de otras comunidades autónomas, por lo que  tuvieron que desplazarse a Sevilla, Madrid y Salamanca.
En 2021 se informó de que había habido abortos en Cáceres, pero el recuento oficial de abortos daba cero, ya que las mujeres se vieron obligadas a viajar a otra provincia para obtener una interrupción voluntaria de su embarazo. Ese año, alrededor del 27% de las mujeres residentes en Extremadura que abortaron no lo hicieron en la provincia donde vivían.

##### Impacto de las reformas de la ley nacional del aborto de 2022 en Extremadura
La Ley de Salud Sexual y Reproductiva y de Interrupción Voluntaria del Embarazo fue reformada en mayo de 2022 en diferentes puntos. Uno abordaba específicamente la falta de centros, especialmente públicos, que brindaran servicios para la interrupción voluntaria del embarazo, en provincias que no los tenían, lo que obligaba a las mujeres de esas provincias a desplazarse a otros lugares para poder acceder a ese servicio.
El Ministerio de Igualdad envió una carta al Gobierno regional en mayo de 2023 para recordarles que los cambios en la ley del aborto en febrero de 2022 implicaban que todos los hospitales públicos debían contar con médicos que estuvieran dispuestos a realizar un aborto y que las unidades de ginecología de estos hospitales no podían contar únicamente con objetores de conciencia. El Ministerio de Igualdad indicaba al Gobierno regional que, si era necesario, debían contratar médicos que realizaran procedimientos de interrupción voluntaria del embarazo si no hubiera ninguno en plantilla. La ley establece que se garantiza a las mujeres el acceso a servicios para abortar hasta la semana catorce en un centro de salud público cercano a su hogar.
Del 2 de marzo de 2022 al 10 de abril de 2022, la asociación católica 40 Días por la vida organizó eventos fuera de los centros de salud que realizaban interrupciones voluntarias del embarazo en ciudades de toda España, incluida Badajoz. Lo hicieron a pesar de un cambio en el Código Penal aprobado el 3 de febrero de 2022 por el que se castiga a las personas que acosen a mujeres que busquen servicios para abortar. El castigo por acosar a las mujeres en esta nueva ley incluye penas de prisión.

#### Estadísticas
En 2019, la tasa de interrupciones voluntarias del embarazo por cada 1.000 mujeres residentes de 15 a 44 años en la región fue de 6,43. El año anterior, la tasa había sido del 6,71. La media nacional en España en 2019 fue de 11,53 y en 2018 fue de 11,12. En 2019, Extremadura tuvo una de las tasas de gonorrea más bajas de España, con un 5,18%. En 2021, fue la tercera comunidad con menor porcentaje de interrupción voluntaria del embarazo en mujeres de 15 a 44 años.En 2021, aproximadamente el 0,7% de todas las mujeres de 15 a 44 años de la región tuvieron una interrupción voluntaria del embarazo.
En 2022, hubo 7,51 interrupciones voluntarias del embarazo por cada 1.000 mujeres en la región. Esto se compara con un promedio nacional de 11,68 por cada 1.000 mujeres. Ese mismo año se produjeron 149 interrupciones voluntarias del embarazo en mujeres menores de 20 años.

## Provincias

### Badajoz
Entre 1985, cuando se despenalizó el aborto, y 2019, desde la provincia de Badajoz se informó al Ministerio de Sanidad que en no se habían realizado procedimientos de IVE en ese periodo.Para el 32% de las mujeres en España que solicitaron una IVE, el centro de salud público más cercano que realizaba el procedimiento estaba a más de 200 kilómetros de distancia. Esto fue particularmente visible en Badajoz.
Alrededor de 4.000 mujeres portuguesas viajaban cada año a Extremadura a principios de la década de 2000 para obtener una interrupción voluntaria del embarazo, principalmente a las clínicas de Los Arcos.
Del 2 de marzo de 2022 al 10 de abril de 2022, la asociación católica 40 Días por la vida organizó actos en el exterior de los centros de salud que realizaban interrupciones voluntarias del embarazo en ciudades de toda España, incluida Badajoz.
| Tipo de procesamiento                      | Provincia | Región      | 1971 | 1972 | 1973 | 1974 | 1975 | Total | Ref     |
| ------------------------------------------ | --------- | ----------- | ---- | ---- | ---- | ---- | ---- | ----- | ------- |
| Sumarios de Emergencia, Ordinarios y otros | Badajoz   | Extremadura | 0    | 0    | 0    | 2    | 0    | 2     | [ 104 ] |
| Diligencias previas                        | Badajoz   | Extremadura | 0    | 0    | 0    | 1    | 1    | 2     | [ 105 ] |

### Cáceres
Entre 1985, cuando se despenalizó el aborto, y 2020, la provincia de Cáceres informó al Ministerio de Sanidad que en ella no se habían realizado procedimientos de IVE.
En 2021 Cáceres no tenía ningún centro de salud, ni público ni privado, que realizara procesos de IVE.Para el 32% de las mujeres en España que solicitaron una IVE, en 2022, el centro de salud público más cercano para realizar el procedimiento estaba a más de 200 kilómetros. La situación fue particularmente grave en la provincia de Cáceres.Muchas de las mujeres que buscaron abortar en la provincia en 2021 se vieron obligadas a viajar, siendo uno de los destinos más comunes las clínicas privadas de la Comunidad de Madrid. En 2022, las mujeres de la sanidad pública fueron derivadas con frecuencia a una clínica de IVE en Plasencia. La falta de centros que realizaran abortos dificultó mucho el acceso a las IVE en la provincia de Cáceres durante la pandemia de covid-19.
| Tipo de procesamiento                      | Provincia | Región      | 1971 | 1972 | 1973 | 1974 | 1975 | Total | Ref     |
| ------------------------------------------ | --------- | ----------- | ---- | ---- | ---- | ---- | ---- | ----- | ------- |
| Sumarios de Emergencia, Ordinarios y otros | Cáceres   | Extremadura | 1    | 1    | 0    | 0    | 0    | 2     | [ 108 ] |
| Diligencias previas                        | Cáceres   | Extremadura | 0    | 0    | 0    | 0    | 0    | 0     | [ 109 ] |

| Año  | Número de abortos | Ref     |
| ---- | ----------------- | ------- |
| 1988 | 225               | [ 110 ] |
| 1989 | 300               | [ 110 ] |
| 1990 | 222               | [ 110 ] |
| 1991 | 296               | [ 110 ] |
| 1992 | 289               | [ 110 ] |
| 1993 | 346               | [ 110 ] |
| 1994 | 318               | [ 110 ] |
| 1995 | 322               | [ 110 ] |
| 1996 | 306               | [ 110 ] |
| 1997 | 314               | [ 110 ] |
| 1998 | 306               | [ 110 ] |
| 1999 | 358               | [ 110 ] |
| 2000 | 345               | [ 110 ] |
| 2001 | 318               | [ 110 ] |
| 2002 | 357               | [ 110 ] |
| 2003 | 330               | [ 110 ] |
| 2004 | 382               | [ 110 ] |
| 2005 | 402               | [ 110 ] |
| 2006 | 330               | [ 110 ] |
| 2007 | 377               | [ 110 ] |
| 2008 | 403               | [ 110 ] |
| 2009 | 411               | [ 110 ] |
| 2010 | 403               | [ 110 ] |
| 2011 | 510               | [ 110 ] |
| 2012 | 475               | [ 110 ] |
| 2013 | 430               | [ 110 ] |
| 2014 | 383               | [ 110 ] |
| 2015 | 334               | [ 110 ] |
| 2016 | 342               | [ 110 ] |
| 2017 | 388               | [ 110 ] |
| 2018 | 369               | [ 110 ] |